# Játékelmélet

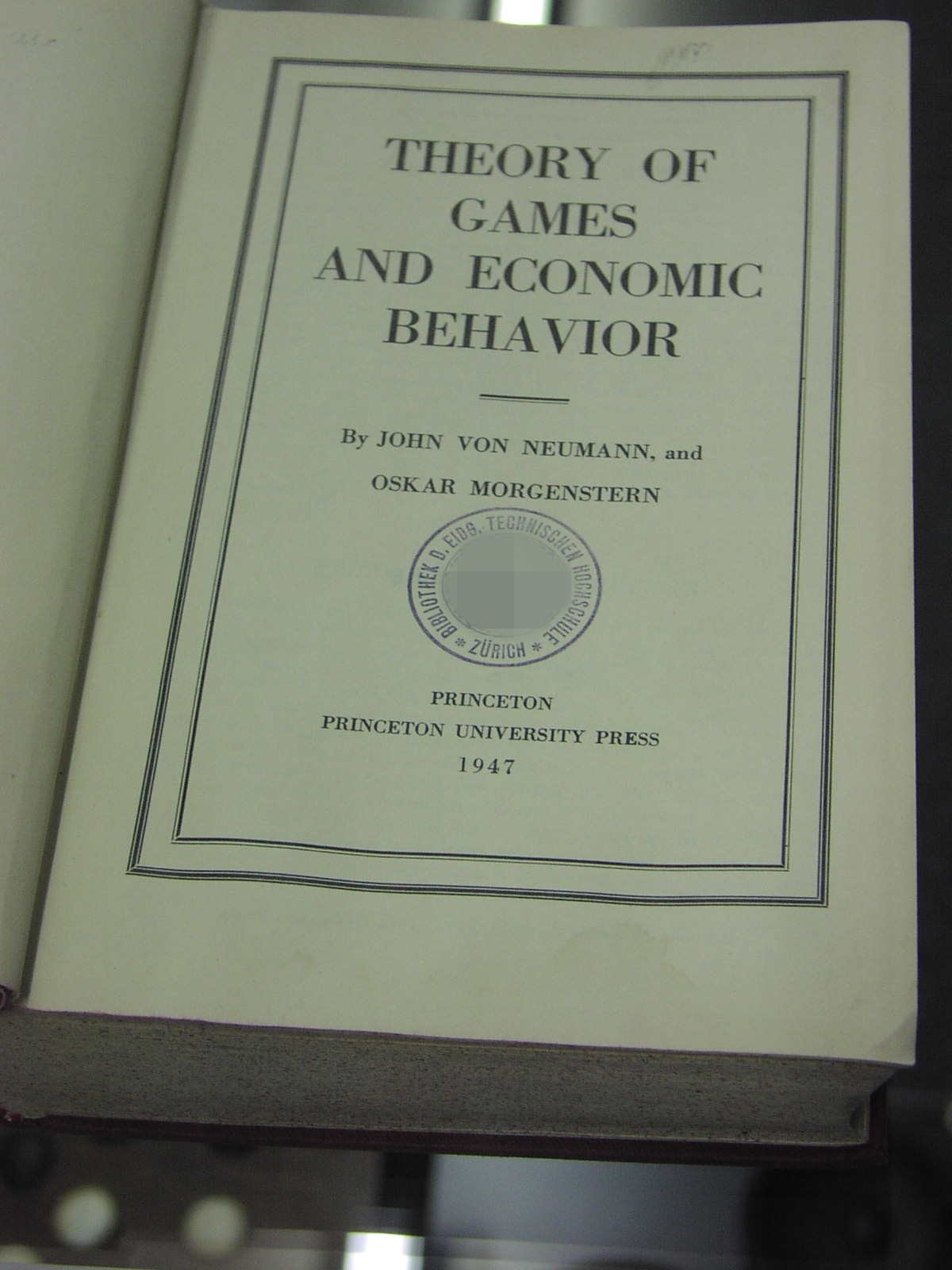
A játékelméletet megalapozó egyik mű

A játékelmélet a matematika egyik, interdiszciplináris jellegű (tudományágak közé egyértelműen nehezen besorolható) ága, mely azzal a kérdéssel foglalkozik, hogy mi a racionális (észszerű) viselkedés olyan helyzetekben, ahol minden résztvevő döntéseinek eredményét befolyásolja a többiek lehetséges választása, vagyis a játékelmélet a stratégiai problémák elmélete.
A játékelmélet alapjait Neumann János fektette le egy 1928-as munkájában, majd az Oskar Morgenstern neoklasszikus matematikus-közgazdásszal közösen írt „Játékelmélet és gazdasági viselkedés” című (The Theory of Games and Economic Behavior, 1944) művében. A matematika, a közgazdaságtan, a szociológia, a pszichológia, a biológia és a számítástechnika a játékelmélet által legérintettebb tudományok. A mesterségesintelligencia-kutatás is felhasználja eredményeit.
1994-ben Harsányi János magyar származású közgazdász, másokkal megosztva közgazdasági Nobel-emlékdíjat kapott játékelméleti kutatásaiért.

## Alapfogalmak, játszma típusok
- A játék a játékosok lehetséges viselkedését és lényeges körülményeket meghatározó szabálysor által leírt folyamat.
- Az információs halmaz (ismeret) meghatározó. Például a játék tökéletes információs, amennyiben a résztvevők birtokolják az összes vonatkozó adatot (szabályok, lehetséges választások, eddigi események), és a játék véges.
- A stratégia a szabályokat alkalmazó, az ellenfél érzékelt hibáit felhasználó – győzelemre, de minimum döntetlenre segítő módszer.
- Zéró összegű az a játék, amelyben a játékosok csak egymás kárára növelhetik nyereségüket.
- Nem zéró összegű játszma az, mikor a két fél nemcsak egymástól, hanem egymással együttműködve valamilyen külső forrásból is nyerhet.
- Egy játék lehet két-, vagy többszemélyes.
- Kooperatív a játék akkor, ha a játékosok között kialakul az együttműködés.
- Nem kooperatív játék esetén a játékosok versengenek egymással.
- A Nash-egyensúly az összes játékos összes stratégiájának olyan együttesét jelenti, amelyben egyik játékosnak sem származik előnye abból, ha stratégiáján változtat, amíg a többi játékos azonos módon játszik tovább.
- Vannak helyzetek, amikor a játékosok egyszerre érnek el változást, és van amikor felváltva, illetve egymást kizárva cselekednek. Az egyszerű játékok "körökre" vannak osztva, vagyis mindenki egyszer (akkor kizárólagosan) lehet aktív addig, amíg mindenki sorra nem került.

## Megállapítások
Valamennyi kétszemélyes zéró összegű játékban létezik mindkét fél számára optimális stratégia, mégpedig az egyéni tiszta stratégiák tervezetten véletlen keveréke.
Észszerű feltételezni, hogy minden játékos a lehető legnagyobb nyereség elérésére, és a veszteség kockázatának minimalizálására törekszik.
Minden véges játéknak létezik Nash-egyensúlya a kevert stratégiák halmazán. (Ezt az eredményt John Forbes Nash bizonyította be az 1950-es években.)

## Feldolgozott játékhelyzetek

### Kétszemélyes, kétválasztásos szimmetrikus játékok
A kétszemélyes, kétlépéses (mindkét játékosnak csupán két lépéslehetősége van) játékoknak 78 fajtája létezik. Célunk, hogy a játékosok döntéslehetőségeit elemezzük s megtaláljuk a lehetséges legjobb megoldást. Mivel mindkét játékos kétféleképpen dönthet, négy lehetséges kimenetele van a játékoknak, ezek mindegyike pedig a két játékos számára eltérő értékű. Ez tehát azt jelenti, hogy át kell tekinteni az összes olyan táblázatot, amelyben az 1, 2, 3, 4 számok különféle kombinációkban helyezkednek el az egyik, illetve a másik játékos számára leosztva. A 78, egymástól lényegesen különböző táblázat vizsgálatából kiderült, hogy közülük 12-ben a két játékos szimmetrikus helyzetben van. Ezek közül pedig négy tekinthető csapdahelyzetnek. Nem csapda típusú játékra példa:
- (1. játékos – 1. stratégia, 2. játékos – 1. stratégia) = 4,4
- (1. játékos – 1. stratégia, 2. játékos – 2. stratégia) = 3,2
- (1. játékos – 2. stratégia, 2. játékos – 1. stratégia) = 2,3
- (1. játékos – 2. stratégia, 2. játékos – 2. stratégia) = 1,1

Ebben a játékban nyilvánvaló, hogy mindkét játékosnak csakis az 1. stratégiát érdemes választania, a másikkal mindenképpen rosszabbul jár. Ezzel automatikusan, konfliktusmentesen el is érik a közös optimumot, csapdáról szó sincs. A kétszemélyes, kétválasztásos, szimmetrikus játékoknak négy csapdatípusa a Fogolydilemma, Nemek harca, Vezérürü és a Gyáva nyúl fantázianevű játékok. A játszmák nevüket azokról a (ma már klasszikusnak számító) példákról kapták, amelyeken keresztül a legtalálóbban lehet őket bemutatni. Azoknak a kétszemélyes játszmáknak, ahol a játékosoknak már fejenként három választási lehetőségük van, sokkal több, közel kétmilliárd változata van. Ezek csapdahelyzeteit senki nem térképezte még fel, mivel nagyon valószínű, hogy megegyeznek a négy alapjátékéval. Az alapvető csapdamechanizmusokat ez a négy játék megmutatja – a tényleges, életbeli konfliktusok általában e négy alaptípus bonyolult, kusza kombinációiból épülnek fel.

#### Fogolydilemma
- Alaphelyzet: van két fogoly; ha az egyik vall, de a másik nem, akkor a vallomást tevő elmehet, míg a másik 10 évet kap; ha egyik sem vall, akkor 6-6 hónapot kapnak, ha mindketten, akkor 5-5 évet.
- Ez nem zéró összegű játék.
- A nehézség: a játék "megoldása", a domináns stratégiák melletti egyensúly az, hogy mindketten valljanak. Bármit is tesz a másik, a játékos jobban jár, ha vall. Mégis mindketten jobban járnának, ha egyikük sem vallana.
- A fogolydilemma jelentőségét e paradox tulajdonsága adja, vagyis hogy az egyensúly paretói értelemben rossz eredményt idéz elő. E tulajdonsága miatt a "láthatatlan kéz" ellenpontjának tekinthető. Itt ugyanis az önérdek követése nem segíti elő a közérdeket.

#### Nemek harca
- Alaphelyzet: egy fiatal pár reggel összeveszik az esti programon: focimeccs vagy színház. Reggel nincs idő a megbeszélésre, este későn végeznek a munkájukkal, és ekkor kell dönteni ki hova menjen. A felek preferenciái: elsősorban együtt tölteni az estét, másodsorban az általa kedvelt helyen.
- Ez nem zéró összegű játék.
- A játéknak két egyensúlya van tiszta stratégiákkal (mindketten színházba mennek, illetve mindketten focimeccsre mennek). Létezik egy harmadik egyensúly is kevert stratégiákkal.

#### Vezérürü
- Alaphelyzet: két jól nevelt ember egymást tessékeli előre az ajtóban.
- A nehézség: ha mindketten ragaszkodnak ahhoz, hogy a másik menjen előre, örökre az ajtó előtt ragadnak. Ha az egyikük enged, fennáll a veszélye, hogy emiatt a másik modortalannak tartja majd.

Ez a helyzet nagyon hasonlít a Nemek harcára, a különbség az, hogy a kölcsönös kooperáció (önzetlenség) itt nem a legrosszabb eredményre vezet és a kölcsönös versengés még rosszabb. A versengés az a stratégia, hogy ragaszkodunk ahhoz, hogy a másik menjen ki először, a kooperálás pedig az, hogy a másik megvetését vállalva elsőként megyünk ki. A legrosszabb helyzet a kölcsönös versengés, mert akkor egyikük sem jut át az ajtón és éhen halnak. Ennél jobb a kooperáció, mert akkor mindketten egyszerre átpréselik magukat az ajtón. A legnagyobb közös nyereség akkor alakul ki, ha az egyikük kooperál, másikuk verseng, mivel akkor mindketten átjutnak az ajtón, csak a versengő játékos plusz nyereségként még meg is vetheti "illetlen" társát, aki pedig kooperált.

#### A közlegelő problémája
- Alaphelyzet: a falu legelőjének nagy része kiszárad; a gazdák megbeszélik, hogy a maradékra mindenki csak 1 tehenet vihet be.
- Ezt azonban senki sem tartja be, mert a gazdák egyenként profitálnak abból, ha eggyel több állatot hajtanak ki a legelőre, így a legelő elfogy és minden tehén elpusztul. Ez a klasszikus közjószág-probléma.

#### Szarvasvadászat
- Két vadásznak azt kell eldöntenie, hogy szarvasra vagy nyúlra akar-e vadászni. A szarvast csak akkor tudják levadászni, ha kooperálnak, a döntést azonban egyedül kell meghozniuk, és a másik döntéséről nem tudnak.